# Куэлью-Нету (Мараньян)

Куэлью-Нету на карте штата.

Куэлью-Нету (порт. Coelho Neto) — муниципалитет в Бразилии, входит в штат Мараньян. Составная часть мезорегиона Восток штата Мараньян. Входит в экономико-статистический микрорегион Куэлью-Нету. Население составляет 46 750 человек на 2010 год. Занимает площадь 975,549 км². Плотность населения — 47,92 чел./км².
Праздник города — 31 октября.

## История
Город основан 31 октября 1893 года. 

## Демография
Согласно сведениям, собранным в ходе переписи 2010 г. Национальным институтом географии и статистики (IBGE), население муниципалитета составляет:
| Полное население                               | Полное население                               | Полное население                               | Полное население                               | 46 750 |
| ---------------------------------------------- | ---------------------------------------------- | ---------------------------------------------- | ---------------------------------------------- | ------ |
| в том числе:                                   | Городское население                            | 38 729                                         | Процент городского населения, %                | 82,84  |
|                                                | Сельское население                             | 8021                                           | Процент сельского населения, %                 | 17,16  |
|                                                | Мужское население                              | 23 002                                         | Процент мужского населения, %                  | 49,20  |
|                                                | Женское население                              | 23 748                                         | Процент женского населения, %                  | 50,80  |
| Плотность населения, чел/км²                   | Плотность населения, чел/км²                   | Плотность населения, чел/км²                   | Плотность населения, чел/км²                   | 47,92  |
| Население муниципалитета в % к населению штата | Население муниципалитета в % к населению штата | Население муниципалитета в % к населению штата | Население муниципалитета в % к населению штата | 0,71   |

По данным оценки 2016 года, население муниципалитета составляет 48 320 жителей.

## Статистика
- Валовой внутренний продукт на 2003 год составляет 122 353 781,00 реалов (данные: Бразильский институт географии и статистики).
- Валовой внутренний продукт на душу населения на 2003 год составляет 2830,17 реалов (данные: Бразильский институт географии и статистики).
- Индекс развития человеческого потенциала на 2000 год составляет 0,588 (данные: Программа развития ООН).

## География
Климат местности: тропический.